# Oliegos
Oliegos fue un pueblo de la comarca de La Cepeda (León, España) que en 1945 tuvo que ser deshabitado a la fuerza a consecuencia de la construcción del embalse de Villameca. 
La madrugada del 28 de noviembre de 1945, los más de 150 habitantes del pueblo de Oliegos subieron a un tren de 30 coches que estaba estacionado en Porqueros, para ser trasladados a la finca de Foncastín, municipio de Rueda (Valladolid).   
En el siglo XVIII habitaban allí 21 vecinos, en 36 edificaciones. Además existían 10 molinos y una taberna.  Casi cien años más tarde, según datos del Diccionario de Madoz, el lugar había progresado, habitaban allí 34 vecinos, 146 personas. Oliegos siguió creciendo lentamente durante cien años más, hasta su final en el 28 de noviembre de 1945.
Oliegos era un pueblo con tierra de ferreñales (cultivos de forraje) prados de regadío y secano y tierra montuosa de abundantes urces. Sus producciones básicas eran centeno y hierba. Contaba con numerosas colmenas y ganado vacuno, caballar, cabrío y de cerda. 100 años más tarde a su producción anterior habían añadido otro producto básico: la patata.